# Plesiomonas shigelloides
Plesiomonas shigelloides és un eubacteri gramnegatiu amb morfologia de bacil que ha sigut aïllat a l'aigua dolça, als peixos d'aigua dolça, crustacis i altres tipus d'animals com al ramat, cabres, gats, gossos, serps i gripaus. És la única espècie del seu gènere.
Les infeccions causades per aquest microorganisme en els pacients immunodeficients poden produir gastroenteritis seguida d'una sèpsia.